# グランドルフ
グランドルフ (ドイツ語: Glandorf) は、ドイツ連邦共和国ニーダーザクセン州オスナブリュック郡に属す町村（以下、本項では便宜上「町」と記述する）である。町名は、「Glanathorpe」すなわち「グラーネ川沿いの入植地」に由来するものである。この集落は1070年に初めて文献に記録されている。

## 地理

### 位置
グランドルフは、ヴェストファーレン盆地の北端地域、トイトブルクの森の南数 km のグラナー・バッハ沿いに位置している。

### 隣接する市町村
グレンドルフは、東はバート・イーブルクおよびバート・ラーエル（ともにオスナブリュック郡）と境を接する。その他の隣接市町村はいずれもノルトライン＝ヴェストファーレン州で、北はリーネン（シュタインフルト郡）、西はオストベーヴェルン、南はヴァーレンドルフおよびザッセンベルク（以上、ヴァーレンドルフ郡）と境を接する。

### 自治体の構成
この町を構成する地区は以下の通りである。
- アヴェルフェールデン（旧ナレンドルフ）
- グランドルフ
- シーエルロー
- シュヴェーゲ
- ズーデンドルフ
- ヴェステンドルフ

## 歴史
グランドルフすなわち Glanathorpe は1070年に初めて文献に記録されている。1889年8月4日の「オスナブリュッカー・フォルクスツァイトゥング」の添付書類によれば、ヘルファー荘園の所有者が 30頭の豚とグランドルファー・マルクトのドングリ栽培のための土地に関する権利を有していた。
三十年戦争では、1631年のブライテンフェルトの戦いの後スウェーデン軍がオスナブリュック司教区を占領した。その後、グランドルフの住民たちがスウェーデン人傭兵の要求に応じられなくなったため、村は1636年5月5日に放火された。この事件は、聖ヨハニス教会の入口上にある銘が刻まれた石に書かれている。この火災の前、残虐行為が行われた。1926年に書かれた郷土文学「スウェーデン年代記」の中で聖職者ベルンハルト・ケスターは、スウェーデン人傭兵が当時の村長シュルテヴェルトの農場で一人の娘を十字架に架け、別の一人をかまどの火の上で窒息死させ、村長自身はシュヴェーデントルンク（縛り付けて、むりやり口に水を注ぎ込む拷問）で苛まれたと記している。
グランドルフはオスナブリュック司教領の一部として、1803年の帝国代表者会議主要決議以降、ハノーファー選帝侯ゲオルク3世の支配下に置かれた。この選帝侯領は同じ年にフランス軍に占領され、1807年にナポレオンによって建国されたヴェストファーレン王国に編入された。グランドルフ教会区は、「コムーネ」または「メリー」（ともに基本自治体を意味する）と呼ばれ、ヴァレンドルフ郡オストベーヴェルン小郡に属した。フランス帝国崩壊後、グランドルフはハノーファー王国に移管された。
1833年に北アメリカへの移民運動が始まった。オスナブリュックの聖職者でギムナジウムの教師であったグランドルフ出身者のヨハン・ヴィルヘルム・ホルストマンは、オスナブリュックのアムト・イーブルクに住む6人のグランドルフ出身者とともに、この年の9月にアムステルダムから船に乗り、12月にパットナム郡の土地を獲得して、グランドルフ村を建設した。1834年に妻たちや新たな10家族がこれに続き、1835年にはさらにグランドルフから9家族が合流した。移民の波はこれで終わったわけでなく、20世紀の初めまで続いた。
1972年、アヴェルフェールデン、グランドルフ、レムゼーデ、シーエルロー、シュヴェーゲ、ズーデンドルフ、ヴェステンドルフがラーエル（1975年9月1日以降はバート・ラーエル）に合併した。1981年5月1日にグランドルフはラーエルから分離された。レムゼーデを除く上記のラーエルに合併した集落はグランドルフトともに分離され、新たな町グランドルフが形成された。

## 住民

### 人口推移
以下の表は各年12月31日時点の人口を示している。
数値は、2011年5月9日の人口調査結果に基づくニーダーザクセン州統計およびコミュニケーション技術局の研究結果である。
1961年（6月6日）と1970年（5月27日）の数値は、1981年5月1日以降グランドルフに含まれる村落を含めた人口調査結果である。
| 年   | 人口（人） |
| ---- | ---------- |
| 1961 | 4,844      |
| 1970 | 5,077      |
| 1987 | 5,441      |
| 1990 | 5,686      |
| 1995 | 6,451      |
| 2000 | 6,706      |
| 2005 | 6,821      |
| 2010 | 6,724      |
| 2011 | 6,713      |
| 2013 | 6,743      |

### 宗教
グランドルフは伝統的にカトリックの町である。納税者の宗教分布は、福音主義約400人に対してカトリックが約2,900人である。また、無宗教は約280人である。

## 行政

### 議会
町議会は、2016年9月現在18議席からなる。これに町長が投票権を持つ議長として加わる。

### 紋章
グランドルフの紋章は、銀と赤で構成されている。この色は、グランドルフが何世紀もの間属していたオスナブリュック司教領が用いていた色である。紋章上部は銀地に赤い十字。これは教会の旗を想起させるもので、グランドルフのカトリック教会の守護聖人洗礼者聖ヨハネのアトリビュートである。
下部では、銀の枝から、扇形の3枚の葉、シナノキ、オーク、クローバーの葉が生えている。これは様々な人々が共に暮らし、互いに助け合って、完全なものになることを象徴している。

### 姉妹自治体
- グランドルフ (オハイオ州)（英語版）（アメリカ合衆国、オハイオ州）
- フェルトベルガー・ゼーラントシャフト（ドイツ語版、英語版）のリヒテンベルク地区（メクレンブルク＝フォアポンメルン州、メクレンブルギッシェ＝ゼーエンプラッテ郡）

## 文化と見所
街の中心はティー広場である。ここにはかつて村の泉があった。2010年10月、芸術家エリーザベト・ルンメによって、ティー広場の下の100年以上前の古い井戸の上に新しい泉が設けられた。歴史的建造物は改造され維持されている。この歴史的な貯水槽の改修についてグランドルフ町民すべてが賛成したわけではない。ティー広場に接するようにほぼ完全に保存されたキルヒホーフスブルク（教会を取り囲む建築群）がある。ここでは多くの木組み建築がほぼ完全に取り囲んでいる。
連邦道 B475号線沿いのアヴェルフェールデン地区にオスナブリュック地域最大の迷い石がある。これは元々現在置かれている場所から北東約 300 m の場所で見つかったものである。現在の場所に石が置かれた数年後、くさび形の断片が失われてしまった。この小さな断片を「ダビデ」、残った大きな石を「ゴリアテ」と呼ぶ。

### 教会

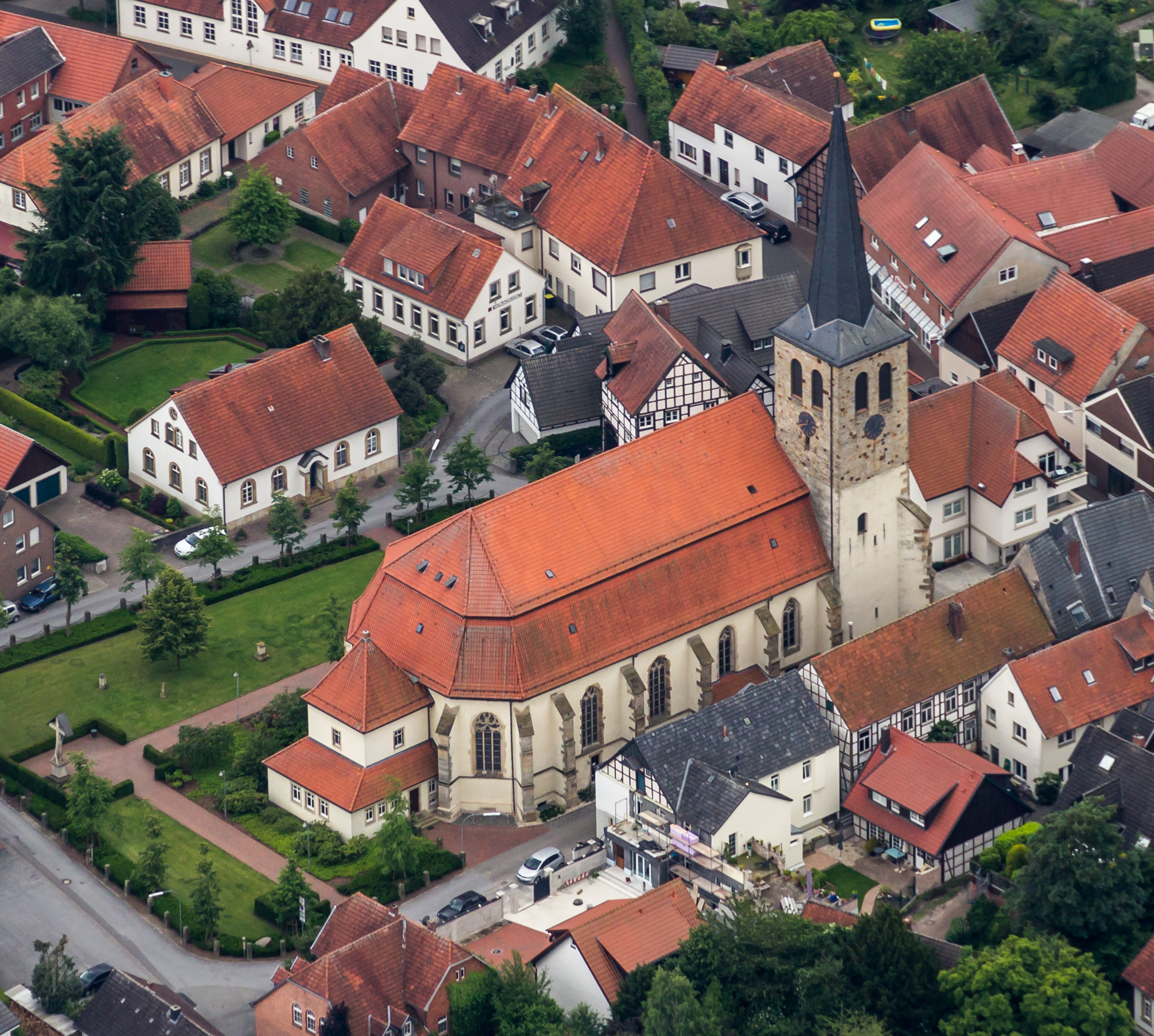
聖ヨハニス教会

グランドルフの中心部にカトリックの聖ヨハニス教区教会がある。この教会は1275年に初めて文献に記録されている。キルヒホーフスブルクの最も古い部分もこの頃に建設された。これよりも古い教会は別の場所にあったと推測されている。ベルンハルト・ケスターの印刷されていない手稿「グランドルフの歴史」によれば、ヴェステンドルフがその場所であった可能性がある。
もう一つのカトリック教会聖マリエン教区教会はシュヴェーゲ地区にある。この教会は教師のマティアス・ニーハウスの主導によって建設された。この教会は、十字架の道行きを持つカルヴァリの丘、オリーブ園、十字架のキリストがある。1863年にこの場所に、小さな塔を持つ最初の礼拝堂が建設された。この年にマティアス・ニーハウスは亡くなったが、彼の仕事は引き継がれた。1865年に助任司祭館が建設され、1866年に教会は無認可で拡張された。雨が降ると教会の屋根の下に引っ込むと冗談で言われた小さな塔は第一次世界大戦後に大きな塔に建て替えられた。
福音主義ルター派のクリップライン・クリスティ教会はグランドルフ地区のテレージエン＝ハウスの近くにある。この教会は元々ビーレフェルト近郊ベーテル出身のカール・ジーボルトによってノートキルヒェ（窮乏時の仮設教会）として設計されたもので、応急措置として教団が利用していた。このため、移築が可能で簡単に解体・再建ができた。その元々の耐用年数は30年から40年であった。この木造教会は、最初は1912年にビュンデ近郊のホルゼン＝アーレに建設された。40年後、老朽化した建物はその地で解体されたが、福音主義教会が1952年にこれを購入し、グランドルフで石材の基礎壁の上に再建した。この際、使えない木材を取り除けたため、長堂が短くなり、450席から300席に縮小された。

### 建築

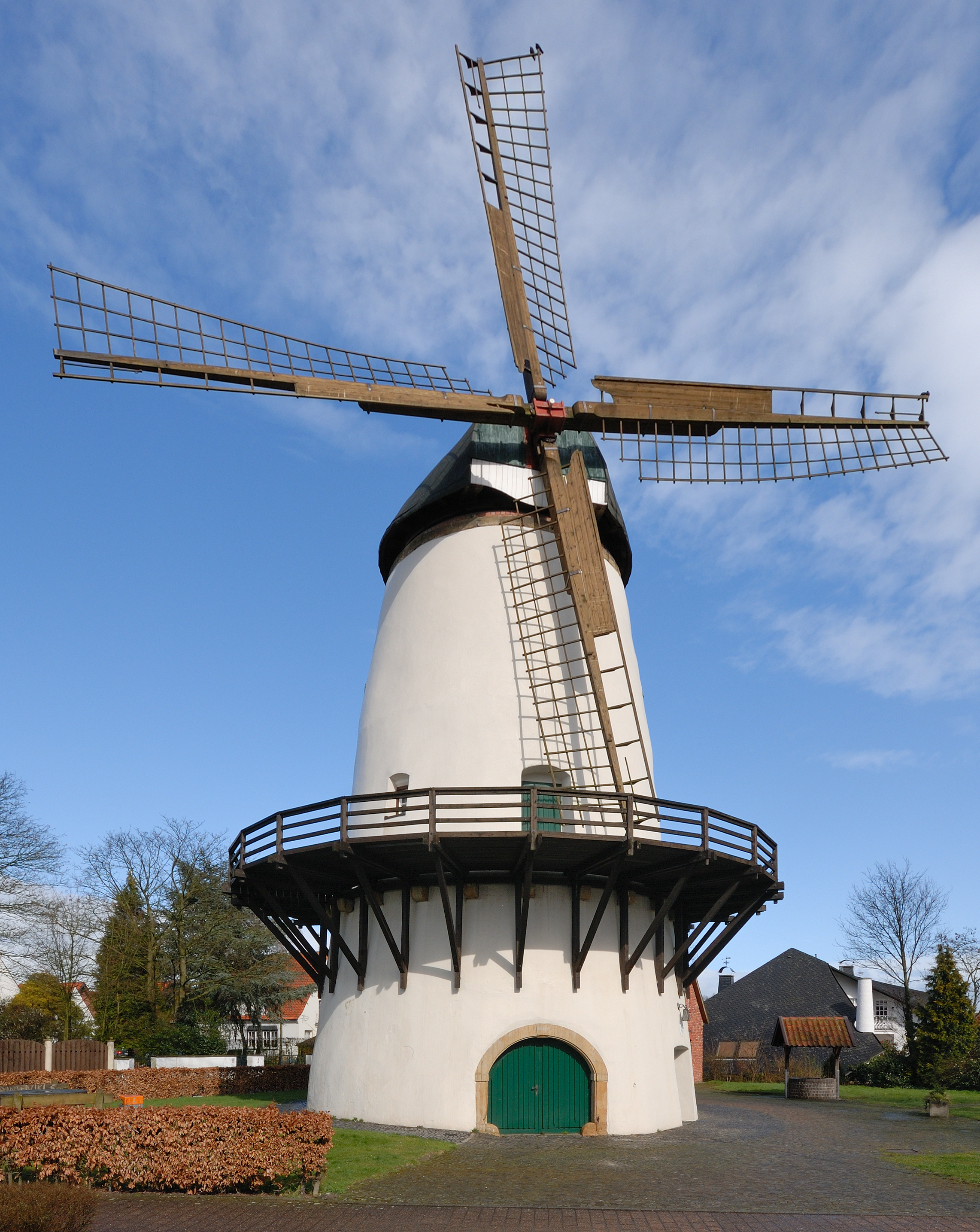
グランドルフの風車

オランダの建築様式によるガレリーヴィントミューレ（回廊状のテラス付きの風車）がグランドルフの象徴的建造物である。この風車は1840年に稼働を開始し、1960年まで使われていた。2000年以降、風車の内部は戸籍役場として利用されている。
テレージエン＝ハウスはかつての病院で、当時はテレージエン＝ホスピタルと呼ばれていた。現在は、慢性中毒患者のためのカリタス慈善施設がこの建物に入居している。
もう一つの名所が750年以上前のメルシュミューレである。この水車はダルメラー家が有している。現在まで有効な水利権および水を堰き止める権利は1235年に設けられたものである。この水車は1989年に近代化され、現在は環境に優しい水力発電施設となっている。この水はグラナー川とレムゼダー・バッハに流れ込んでいる。
この他には、郷土博物館が入居しているヘーゲマン農場の蔵が見応えがある。長い間牢獄として利用されていた3階建ての堅牢な蔵は、水堀で囲まれている。ここには中世初期の時代から蔵が存在していた。
- シュヴェーゲの聖マリエン教会
- クリップライン・クリスキ教会
- テレージエン＝ハウス

### レジャー・スポーツ施設
グランドルフは様々なルートで町を通る自転車道網沿いにある。この町で最も人気のレジャー施設は、天候に左右されない町営の屋内ガーデンプールである。スポーツクラブ SC グランドルフ e.V. は 13の部門を持ち、3面の運動場と 2つの体育館を使って試合やトレーニングを行っている。ディンケルホーフでは、地元の農家がディスクゴルフ場とスウィングゴルフ場の複合施設を運営している。

## 経済と社会資本
グランドルフには、オフィスや工業系企業も存在するが、農村的性格を色濃く残している。
連邦道 B475号線（東西方向）と B51号線（南北方向）がグランドルフ町内で交差する。
オスナブリュック交通会社のグランドルフからオスナブリュックへの路線バスが 1時間間隔で運行している。この他に、グランドルフからバート・ローテンフェルデ、ヴァーレンドルフ、オストベーヴェルン、ミュンスターへのバス路線もある。